# 34182 Sachan
34182 Sachan è un asteroide della fascia principale. Scoperto nel 2000, presenta un'orbita caratterizzata da un semiasse maggiore pari a 2,6398701 au e da un'eccentricità di 0,0689341, inclinata di 2,13502° rispetto all'eclittica.